# Avenue H
Avenue H – stacja metra nowojorskiego, na linii B i Q. Znajduje się w dzielnicy Brooklyn, w Nowym Jorku i zlokalizowana jest pomiędzy stacjami Newkirk Avenue i Avenue J. Została otwarta w 1919.